# Новоладожская улица (Санкт-Петербург)

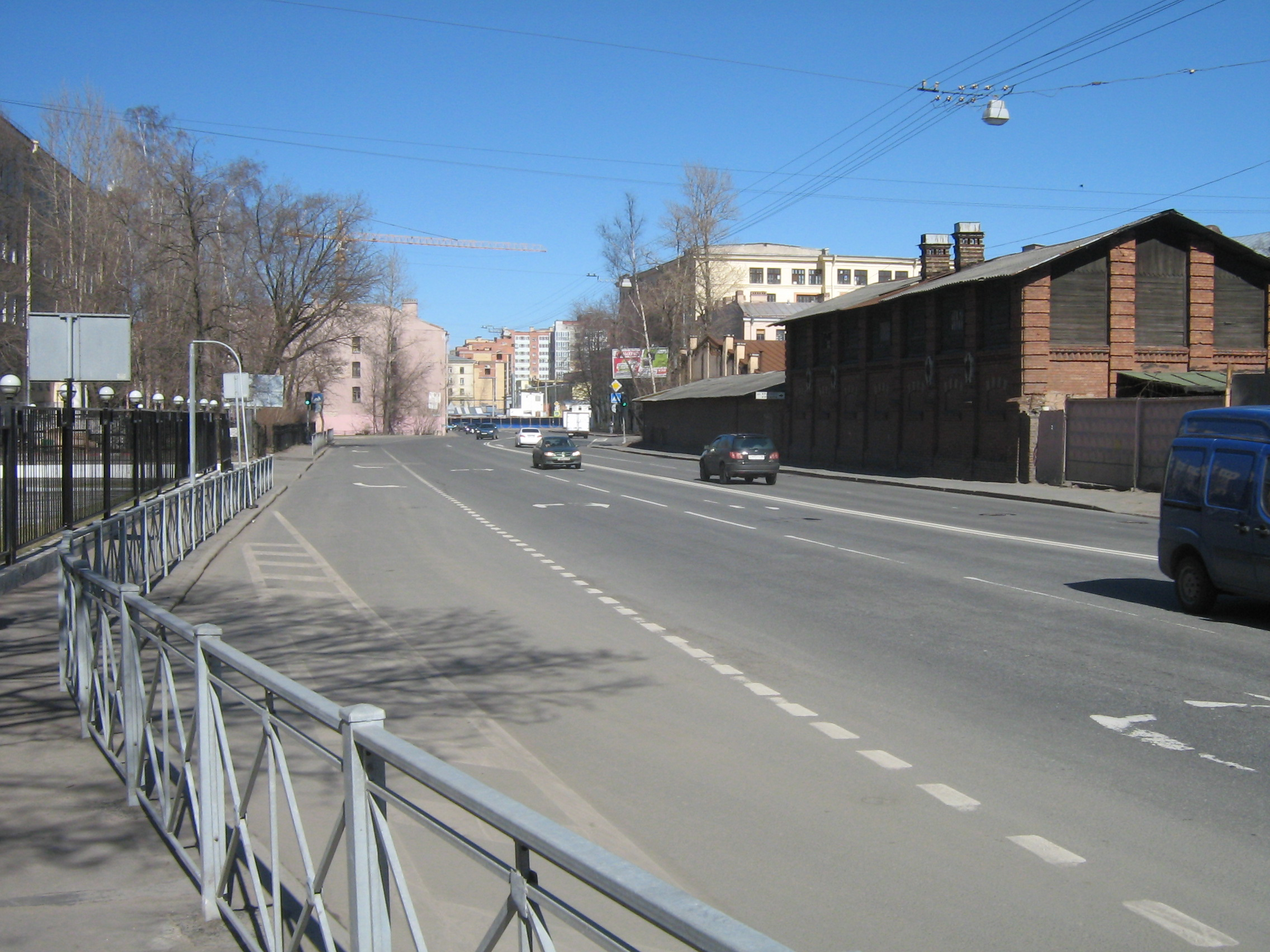
Новоладожская улица

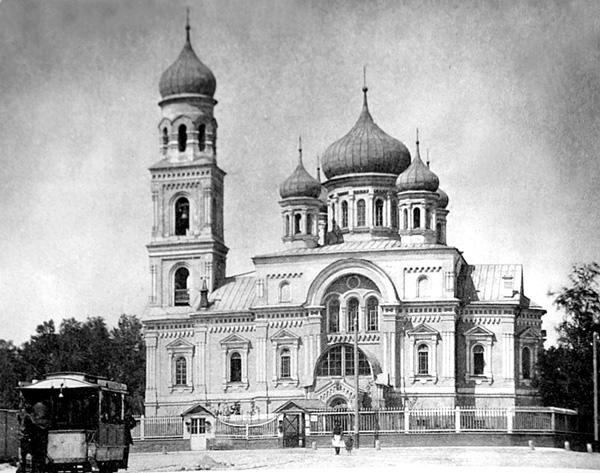
Преображенская церковь в Колтовской слободе. Фото 1900-х годов

Новола́дожская улица — улица в Петроградском районе Санкт-Петербурга. Проходит от Пионерской улицы до Мало-Петровского моста, пересекая улицу Красного Курсанта и Ждановскую улицу.

## История
Ранее[когда?] улица называлась Церковной, потому что на ней была расположена Преображенская церковь в Колтовской слободе (архитекторы А. Т. Жуковский, А. В. Иванов, Р. Б. Бернгард), снесённая в 1932 году. Кроме того, на Новоладожской улице расположены несколько исторических зданий, входящих в комплекс бригады отдельного корпуса пограничной стражи.

## Транспорт
Около дома № 12 по Новоладожской улице находится остановка общественного транспорта, на которой останавливаются автобусы № 14, 220, 227.